# K. Natwar Singh
K. Natwar Singh, född 16 maj 1929 i Jaghina i Bharatpur-distriktet i Rajasthan, död 10 augusti 2024 i Gurgaon i Haryana, var en indisk politiker (för Kongresspartiet), och från 22 maj 2004 till 6 december 2005 utrikesminister (External Affairs Minister) i Manmohan Singhs indiska regering. Singh var till yrket diplomat (sedan 1953) och utbildad på St. Stephen's College vid University of Delhi. Han studerade även vid Corpus Christi College vid Cambridges universitet och vid Pekinguniversitetet i Kina. Han var författare till flera böcker. 
Singh tvingades 6 december 2005 att avgå från posten som utrikesminister sedan han utpekats som misstänkt i FN:s utredning om mutor i Olja mot mat-programmet för Irak.

## Karriär i korthet
- 1971–1973 - Ambassadör i Polen
- 1973–1977 - Biträdande High Commissioner i Storbritannien
- 1977–1980 - High Commissioner i Zambia
- 1980–1982 - Ambassadör i Pakistan
- 1982–1984 - Direktör vid Air India
- 1984–1989 - Ledamot i Lok Sabha
- 1985–1986 - Biträdande minister för stål, kol och gruvor i Indiens regering
- 1986–1989 - Biträdande utrikesminister
- 1998–1999 - Ledamot i Lok Sabha
- Från april 2002 - Ledamot i Rajya Sabha